# Шепелёвка (Рязанская область)
Шепелёвка — деревня Горностаевского сельского поселения Михайловского района Рязанской области России.

## Население
| 1929 | 2007 | 2010 |
| ---- | ---- | ---- |
| 333  | ↘20  | ↘11  |

## История
В 1850 г. в Глинках и Шепелёвке было 3 помещика.
Усадьба с конца XIX века и до 1917 года принадлежала Н.В. Потуловой (1873- до 1925), вышедшей замуж за князя Г.В. Вадбольского (г/р 1872). Князь Г.В. Вадбольский построил в имении ныне утраченные сельскую школу и ясли.
Сохранились рядовая посадка дуба, обваловка с обсадкой территории усадьбы или сада, два пруда.
До 1924 года деревня входила в состав Горностаевской волости Михайловского уезда Рязанской губернии
.